# Nyingma Chöchung
| Tibetische Bezeichnung                               |
| ---------------------------------------------------- |
| Wylie-Transliteration: rnying ma chos 'byung         |
| Andere Schreibweisen: Nyingma Chöjung                |
| Chinesische Bezeichnung                              |
| Vereinfacht: 宁玛教法源流; 宁玛教派源流              |
| Pinyin:Ningma jiaofa yuanliu; Ningma jiaopai yuanliu |

Nyingma Chöjung (tib. rnying ma chos 'byung) ist ein Werk der tibetischen historiographischen Chöchung (chos 'byung) -Gattung von Ngawang Lodrö (Ngag-dbang-blo-gros) bzw. Yangchen dga’-ba Lodrö (Dbyangs-can-dga’-ba’i-blo-gros), beides Namen von Guru Trashi (Gu-ru Bkra-shis). Es wurde wohl 1807 begonnen und 1813 abgeschlossen.
Laut den Tibetologen Dan Martin und Samten G. Karmay wurde das Werk in der Ausgabe des chinesischen tibetischsprachigen Verlages Bod-ljongs Mi-dmangs Dpe-skrun-khang (Lhasa 1992) fälschlicherweise Thubten Ösel Tenpe Nyima (Thub-bstan 'Od-gsal bsTan-pa'i Nyi-ma), dem 6. Nyi sprul Rin po che, zugeschrieben. Das Werk ist eine Geschichte der Nyingma-Schule des tibetischen Buddhismus.